# Claire Liu
Claire Liu (Thousand Oaks CA, 25 mei 2000) is een tennisspeelster uit de Verenigde Staten van Amerika. Liu begon op vijfjarige leeftijd met het spelen van tennis. Haar favoriete ondergrond is gravel. Zij speelt rechtshandig en heeft een tweehandige backhand. Zij is actief in het internationale tennis sinds 2014.

## Loopbaan
In 2015 kreeg Liu samen met Taylor Fritz op het US Open in het gemengddubbelspeltoernooi middels een wildcard haar eerste grandslamdeelname.
In 2017 bereikte zij bij de junioren een grandslamfinale in het enkelspel, op Roland Garros. Zij verloor van landgenote Whitney Osuigwe. Een maand later won zij de meisjesfinale van Wimbledon van Ann Li. Daarmee steeg zij naar de top van de wereldranglijst bij de junioren.
In september 2018 kwam Liu binnen in de top 150 van de wereldranglijst.
In augustus 2021 bereikte zij de halve finale op het challenger-toernooi van Chicago – daarmee kwam zij nipt binnen op de top 100.
Liu stond in mei 2022 voor het eerst in een WTA-finale, op het toernooi van Parijs Clarins – hier veroverde zij haar eerste titel, door de Braziliaanse Beatriz Haddad Maia te verslaan. In juni won zij haar eerste WTA-dubbelspeltitel op het WTA-toernooi van Gaiba, samen met landgenote Madison Brengle.

## Posities op deWTA-ranglijst
Positie per einde seizoen:
| jaar | rang enkelspel | rang dubbelspel |
| ---- | -------------- | --------------- |
| 2015 | 566            | –               |
| 2016 | 670            | 838             |
| 2017 | 263            | 933             |
| 2018 | 138            | 629             |
| 2019 | 333            | 472             |
| 2020 | 222            | 462             |
| 2021 | 94             | 467             |
| 2022 | 60             | 403             |

## Palmares
| Legenda                 |
| ----------------------- |
| Grandslamtoernooi       |
| Olympische Spelen       |
| Year-End Championships  |
| Premier Mandatory       |
| Premier Five / WTA 1000 |
| Premier / WTA 500       |
| International / WTA 250 |
| Challenger / WTA 125    |

### WTA-finaleplaatsen enkelspel
| nr.              | finale     | toernooi           | ondergrond | tegenstandster      | score    |         |
| ---------------- | ---------- | ------------------ | ---------- | ------------------- | -------- | ------- |
| gewonnen finales |            |                    |            |                     |          |         |
| 1.               | 2022-05-15 | WTA Parijs Clarins | gravel     | Beatriz Haddad Maia | 6-3, 6-4 | details |
| verloren finales |            |                    |            |                     |          |         |
| 1.               | 2022-05-21 | WTA Rabat          | gravel     | Martina Trevisan    | 2-6, 1-6 | details |
| 2.               | 2023-08-26 | WTA Chicago        | hardcourt  | Viktoriya Tomova    | 1-6, 4-6 | details |

### WTA-finaleplaatsen vrouwendubbelspel
| nr.              | finale     | toernooi     | ondergrond | partner         | tegenstandsters                        | score            |         |
| ---------------- | ---------- | ------------ | ---------- | --------------- | -------------------------------------- | ---------------- | ------- |
| gewonnen finales |            |              |            |                 |                                        |                  |         |
| 1.               | 2022-06-19 | WTA Gaiba    | gras       | Madison Brengle | Vitalia Djatsjenko Oksana Kalasjnikova | 6-4, 6-3         | details |
| verloren finales |            |              |            |                 |                                        |                  |         |
| 1.               | 2023-08-19 | WTA Stanford | hardcourt  | Hailey Baptiste | Jodie Burrage Olivia Gadecki           | 6-7, 7-6, [8-10] | details |

## Resultaten grandslamtoernooien
| Legenda | Legenda                          |
| ------- | -------------------------------- |
| g.t.    | geen toernooi gehouden           |
| l.c.    | lagere categorie                 |
| –       | niet deelgenomen                 |
| G       | uitgeschakeld in de groepsfase   |
| 1R      | uitgeschakeld in de eerste ronde |
| 2R      | uitgeschakeld in de tweede ronde |
| 3R      | uitgeschakeld in de derde ronde  |
| 4R      | uitgeschakeld in de vierde ronde |
| KF      | uitgeschakeld in de kwartfinale  |
| HF      | uitgeschakeld in de halve finale |
| F       | de finale verloren               |
| W       | het toernooi gewonnen            |
| w-v     | winst/verlies-balans             |

### Enkelspel
| toernooi        | 2017 | 2018 |      | 2020 | 2021 | 2022 | 2023 |
| --------------- | ---- | ---- | ---- | ---- | ---- | ---- | ---- |
| Australian Open | –    | –    | –    | –    | 1R   | 2R   |      |
| Roland Garros   | –    | –    | –    | –    | 1R   | 2R   |      |
| Wimbledon       | –    | 2R   | g.t. | 2R   | 2R   | 1R   |      |
| US Open         | 1R   | 2R   | 1R   | 1R   | 1R   |      |      |

### Vrouwendubbelspel
| toernooi        | 2017 |    | 2021 | 2022 | 2023 |
| --------------- | ---- | -- | ---- | ---- | ---- |
| Australian Open | –    | –  | –    | 2R   |      |
| Roland Garros   | –    | –  | –    | –    |      |
| Wimbledon       | –    | –  | –    | –    |      |
| US Open         | 1R   | 1R | 1R   |      |      |

### Gemengd dubbelspel
| toernooi        | 2015 |
| --------------- | ---- |
| Australian Open | –    |
| Roland Garros   | –    |
| Wimbledon       | –    |
| US Open         | 1R   |